# Blevice
Blevice (en allemand : Blewitz) est une commune du district de Kladno, dans la région de Bohême-Centrale, en République tchèque. Sa population s'élevait à 288 habitants en 2020.

## Géographie
Blevice se trouve à 12 km au nord-est de Kladno et à 21 km au nord-ouest du centre de Prague.
La commune est limitée par Slatina au nord, par Otvovice à l'est, par Zákolany au sud et par Koleč à l'ouest.

## Histoire
La première mention écrite du village date de 1407.